# Luigi Cagni
Luigi »Gigi« Cagni, italijanski nogometni trener, 14. junij 1950, Brescia, Italija.
Cagni je trenutno zaposlen kot glavni trener Empolija. Trenersko kariero je leta 1988 pričel pri Brescii, leta 1990 pa je prevzel Piacenzo, kjer je ostal šest let in se dvakrat uvrstil v Serie A. Leta 1996 je prestopil k Veroni in izpadel v Serie B, pred sezono 1998/99 pa je postal trener Genoe v Serie B, kjer je deloval tudi sledečo sezono, ko je vodil Salernitano. Sledili sta dve drugoligaški sezoni s Sampdorio in Piacenzo, leta 2005 pa je prevzel Empoli, s katerim je suvereno obstal v Serie A.